# Vlajka Komi-Permjackého autonomního okruhu

Vlajka Komi-Permjackého autonomního okruhu (1996–2005)
Poměr stran: 1:2

Vlajka Komi-Permjackého autonomního okruhu byla symbolem zaniklého subjektu Ruské federace, existujícího v letech 1925–2005. 1. prosince 2005 byl Komi-Permjacký autonomní okruh (společně s Permskou oblastí) spojen do Permského kraje. Vlajka autonomního okruhu byla tvořena třemi vodorovnými pruhy: červeným, bílým a modrým. Uprostřed bílého pruhu byl emblém perna – kulturní symbol Komi-Permjackého národa.
Barvy jsou charakteristické pro způsob života Komi-Permjaků a převládají na jejich tradičních oděvech a domech. Perna – kříž, zvaný i kodzub (v překladu hvězda) – je typickým prvkem místního lidového ornamentu, symbolizujícího věčnost a ušlechtilé ideály.

## Historie
Komi-Permjacký autonomní okruh vznikl 26. února 1925. V sovětské éře okruh neužíval žádnou vlajku.
Ústava Ruské federace z roku 1993 stanovila Komi-Permjacký autonomní okruh jako subjekt federace, ten však zůstal součástí Permské oblasti. 19. prosince 1994 byly přijaty Stanovy okruhu, které předpokládaly národní symboly: znak, vlajku a hymnu. Až 12. února 1996 přijalo Zákonodárné shromáždění okruhu zákon č. 10 „O vlajce Komisko-permjackého autonomního okruhu”, podepsaný 19. února nejvyšším představitelem místní správy Nikolajem Andrejevičem Polujanovem, který byl 24. února 1996 publikovaný v okruhových novinách Parma č. 38 (18474) a tím nabyl účinnosti.
Autory vlajky byli A. M. Bělavin, G. N. Klimovová (odbornice na místní ornamentalistiku) a V. N. Oňkov (výtvarník).
Původně byla vlajka, v zákoně z roku 1996, uvedena s poměrem stran 2:3, zákon č. 26 ze 14. července 1997 změnil poměr stran na 1:2.
Po sloučení do Permského kraje vznikl Komi-Permjacký okruh (již bez přízviska autonomní), administrativně teritoriální jednotka kraje se zvláštním statusem, který užívá vlajku, která však není shodná s původní.

Vlajka Komi-Permjackého okruhu (od 2009) Poměr stran: 2:3

## Smyšlené vlajky
Některé zdroje uvádějí jiný symbol v bílém pruhu na vlajce z let 1996–1997. Tento symbol (ornament), symbolizuje parohy soba polárního (Rangifer tarandus), a vyskytuje se i na vlajkách jiných (severních) subjektů Ruské federace. Tato vlajka, společně s některými dalšími uváděnými vlajkami z roku 1991, je však smyšlená.

Hoax – smyšlená vlajka Komi-Permjackého AO (1996–1997) Poměr stran: 2:3

## Vlajka hlavy autonomního okruhu
V zákoně o oficiálních symbolech úřadu vedoucího správy autonomní oblasti z 29. listopadu 2000 byla popsána vlajka jako čtvercový list se třemi vodorovnými pruhy, červeným, bílým a modrým. Úhlopříčně byly na vlajce vždy dva bílé paprsky, zkřížené uprostřed listu. Uprostřed horního pruhu byl prvek Perna, v prostředním pruhu byla k žerdi obrácena postava medvěda v červené barvě. List byl obklopen žlutými třásněmi. Po spojení do Permského kraje vlajka společně s autonomní oblastí zanikla. (není obrázek)

## Vlajky rajónů okruhu
Bývalý autonomní okruh (současný okruh) se člení na šest rajónů (Gajnský, Kosinský, Kočjovský, Kudymkarský, Jurlinský a Jusvinský), které užívají vlastní vlajky, stejně jako centrum okruhu Kudymkar. Vlajky však byly zřejmě přijaty až po vzniku Permského kraje.

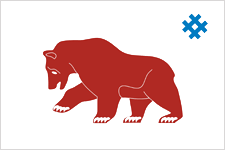
Kudymkar Poměr stran: 2:3
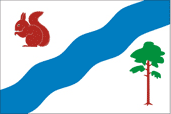
Gajnský rajón Poměr stran: 2:3
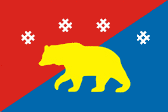
Kosinský rajón Poměr stran: 2:3
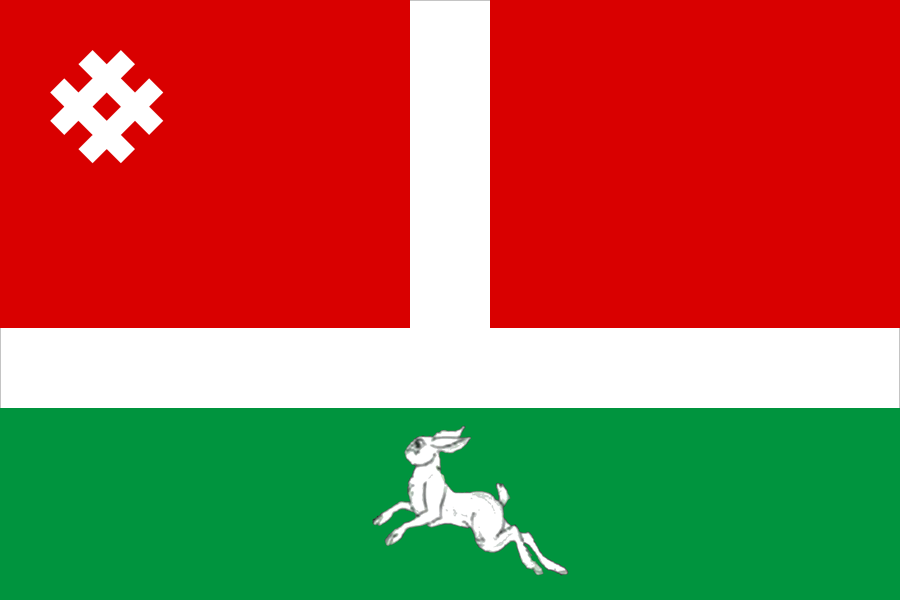
Kočjovský rajón Poměr stran: 2:3
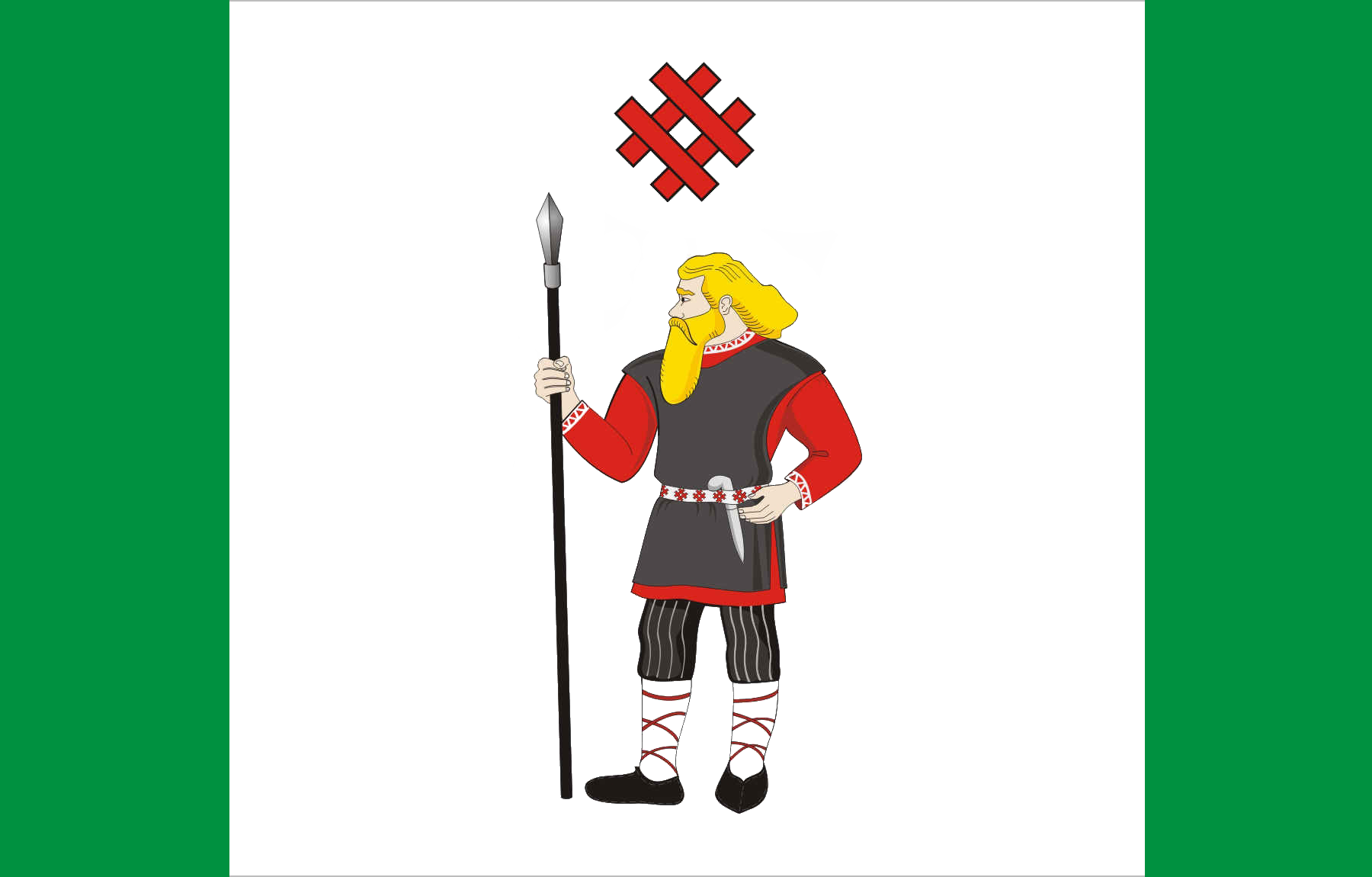
Kudymkarský rajón Poměr stran: 2:3
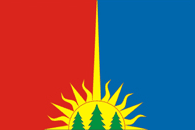
Jurlinský rajón Poměr stran: 2:3
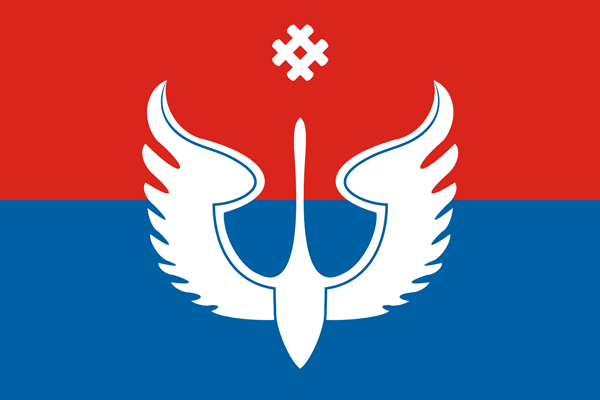
Jusvinský rajón Poměr stran: 2:3